# Ruta 1702 (Lima)
La ruta 1702/1180 o "la A" es una ruta de transporte público de la ciudad de Lima, que conecta los distritos de Carabayllo y San Juan de Miraflores. El trayecto de esta ruta consta de 129 paradas y dura aproximadamente 3 horas y media. 

## Características
Esta ruta de transporte público es operada por la Empresa de Transportes y Servicios Nueva América S.A., que gestiona también las rutas 1618 e ICR05 transitando por gran parte de la urbe limeña.

### Autorización
La ruta 1702 se encuentra autorizada por la Municipalidad Metropolitana de Lima (MML) y la Autoridad de Transporte Urbano (ATU).

## Trayecto
Los autobuses de la ruta 1702 comienzan a operar a las 5:00 a.m. y terminan a las 11:00 p.m., recorriendo los distritos de Carabayllo, Comas, Independencia, Los Olivos, San Martín de Porres, Rímac, Lima, Breña, Jesús María, Pueblo Libre, Magdalena del Mar, San Isidro, Miraflores, Santiago de Surco y San Juan de Miraflores en la provincia de Lima; pasando por lugares importantes como el Club Metropolitano Manco Cápac, la municipalidad de Carabayllo, Senati Independencia, MegaPlaza Independencia, Plaza Norte, el Estadio Alberto Gallardo, Plaza Ramón Castilla, Plaza Dos de Mayo, el hospital Loayza, Plaza Bolognesi, el monasterio de la Encarnación, el Lugar de la Memoria, el óvalo de Miraflores, el colegio Juana Alarco de Dammert, el óvalo Cabitos y la universidad Ricardo Palma.
También se conecta con el Metropolitano a través de las estaciones Naranjal, Izaguirre, Caquetá, Quilca, España, Ricardo Palma y Benavides; y con la línea 1 en la estación Cabitos.

### Terminales
Su terminal de ida es en la zona de Torreblanca, en Carabayllo, y su terminal de vuelta se encuentra en Pamplona Alta, en el distrito de San Juan de Miraflores.

### Recorrido
| Dirección                        | Avenidas y calles |
| -------------------------------- | --- |
| Ida Hacia San Juan de Miraflores | Av. Túpac Amaru - Av. Izaguirre - Carretera Panamericana Norte - Av. Alfredo Mendiola - Vía de Evitamiento - Av. Alfonso Ugarte - Av. Brasil - Av. Del Ejército - Av. José Pardo - Av. Ricardo Palma - Av. Paseo de la República - Av. Alfredo Benavides - Av. Defensores de Lima - Av. Salvador Allende - Av. San Juan - Av. M. Castro - Av. Camino Real.       |
| Vuelta Hacia Carabayllo          | Av. Camino Real - Av. M. Castro - San Juan - Av. Salvador Allende - Av. Defensores de Lima - Av. Alfredo Benavides - Av. Paseo de la República - Av. Ricardo Palma - Av. José Pardo - Av. Del Ejército - Av. Brasil - Av. Alfonso Ugarte - Av. Caquetá - Vía de Evitamiento - Av. Alfredo Mendiola - Ctra. Panamericana Norte - Av. Izaguirre - Av. Túpac Amaru. |